# سانت ألبانز
سانت ألبانز (بالإنجليزية: St. Albans)‏ هي مدينة في جنوب هيرتفوردشاير، إنجلترا، حوالي 22 ميلا (35 كيلومترا) إلى الشمال من وسط لندن، والتي تشكل المنطقة الرئيسية في المناطق الحضرية لمدينة ومقاطعة سانت ألبانز.
سميت المدينة على اسم القديس البريطاني ألبان

## توأمة
لسانت ألبانز اتفاقيات توأمة مع كل من:
- فورمس
- فانو
- نيرغهازا (1995 - )
- نيفير
- أودنسه
- سيلهيت

## أعلام
- يان ماكفيرسون
- سيدني غودلفين، أول إيرل لغودلفين
- ويليام بونفيل
- مايك نيويل
- روري موريسون
- ديريك لويس
- تيم شيروود
- آدم لالانا
- جون بول
- تيم رايس